# Przegląd Geograficzny
Przegląd Geograficzny – kwartalnik naukowy o tematyce geograficznej, ukazujący się od 1919. Jest to najstarsze z wychodzących dotychczas polskich czasopism geograficznych. Jego celem jest informowanie o osiągnięciach naukowych i organizacyjnych geografii polskiej i innych krajów.
W latach 1919–1953 wydawany był przez Polskie Towarzystwo Geograficzne. Od 1954 wydawany przez Instytut Geografii PAN, a od 21 kwietnia 1997 przez Instytut Geografii i Przestrzennego Zagospodarowania im. Stanisława Leszczyckiego PAN.

## Redaktorzy naczelni
- Ludomir Sawicki (1919–1921)
- Stanisław Lencewicz (1922–1938)
- Eugeniusz Romer, Jerzy Loth (1939/1945)
- Eugeniusz Romer (1946–1949)
- Stanisław Leszczycki (1950–1979)
- Jerzy Kostrowicki (1979–1993)
- Jan Szupryczyński (17 listopada 1993–2000)
- Zbigniew Taylor (od 2001)